# Virgen de la Pobreza
La Virgen de la Pobreza es una de las advocaciones de la Virgen María en el catolicismo. Además es considerada por los fieles como la patrona de las ciudades colombianas de Pereira, Cartago y Tadó.

## Historia
En el año de 1608, María Ramos de 37 años de edad, de vida ejemplar y especialmente devota de la Santísima Virgen, fue un día al convento de San Francisco para recibir la ropa de la Iglesia, lavarla y arreglarla, como era costumbre desde hacía 12 años. Se dirigió a orillas del río Otún, en el sitio que hoy ocupa la ciudad de Pereira. Entre la ropa que llevaba, iba un pedazo de lienzo lleno de rotos y rasgaduras, que servía de limpión de lámparas y candeleros.
Lo lavó y lo extendió al sol. Cuando calculó que estaba ya seco, se acercó a recogerlo, entonces notó en él unos rasgos de pintura que representaba una imagen de la Virgen Santísima. Llena de gozo corrió al convento y presentó el lienzo a Fray Fernando Macías Escobar. 
El Padre no dio de pronto mucha importancia al hallazgo, dado el lamentable estado de la manta le dijo que la llevase a su casa y la extendiese en un bastidor de cañas, y la colocase en lugar decente, así la casa de María Ramos fue el primer santuario de esa imagen bendita.
Poco después se descubrieron mejor los colores de la Virgen y del Niño Dios, aunque muy apagados; más tarde se descubrieron cuatro ángeles en las cuatro esquinas y unos ramos de rosas alrededor de la imagen y por último se descubrió también al pie un letrero que decía "Nuestra Señora de la Pobreza". 
La concurrencia a aquella casa fue aumentando hasta que el Padre Guardián del convento dispuso llevar el cuadro al templo para que allí recibiera más público y solemne culto.
El 21 de abril de 1691 se realizó la traslación definitiva de la ciudad de Cartago al sitio que ocupa actualmente, trayendo en procesión solemne la imagen que es la misma que hoy se venera en el Templo de San Francisco.
Se concede indulgencia plenaria desde el mediodía del 7 de septiembre hasta finalizar el día 8, para quienes visiten el templo, confesados y comulgados y oren por las intenciones del Santo Padre, de la Iglesia, la paz mundial y la conversión de los pecadores.
Todos los días del año, indulgencia plenaria en favor de las almas del purgatorio por las que se celebre la Santa Misa en este altar.

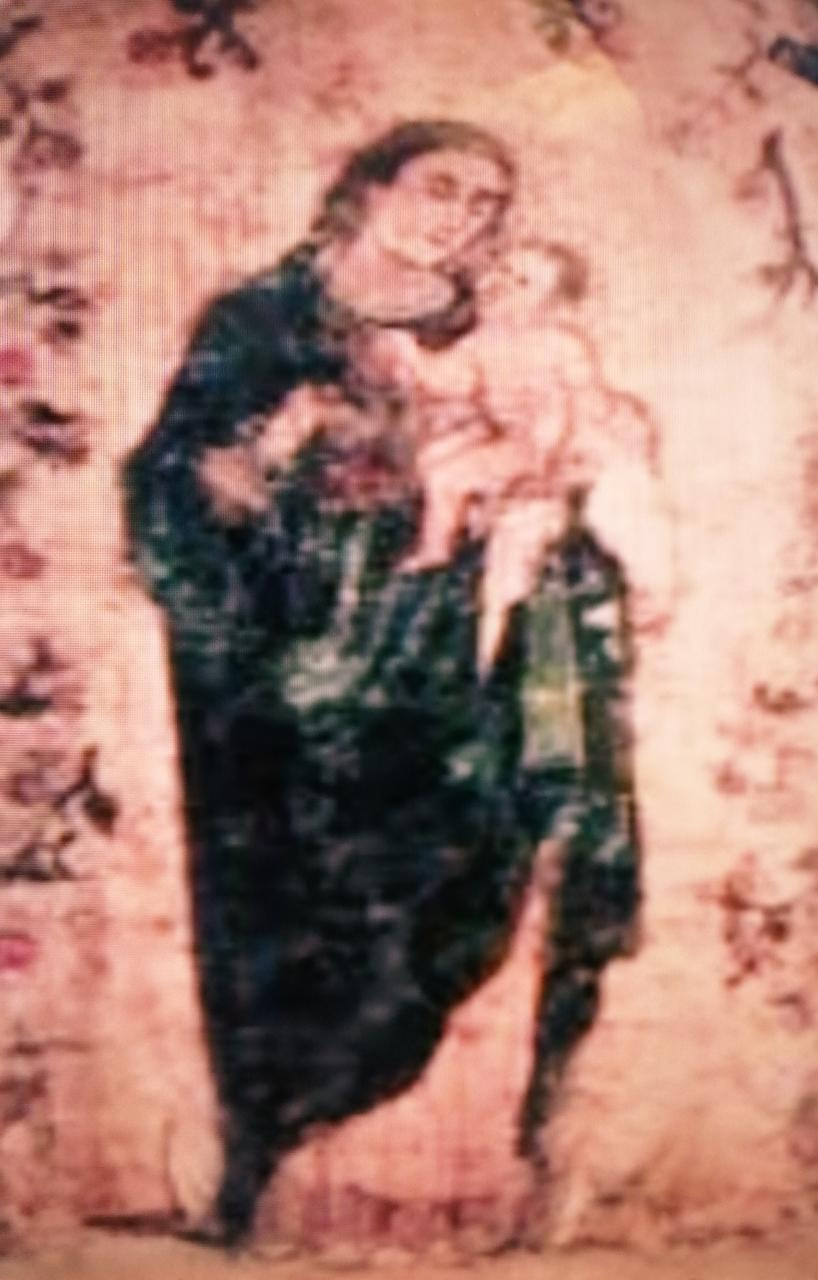
Imagen de la virgen

En el lugar donde estaba ubicada la población abandonada se levantaría, 170 años más tarde, la ciudad de Pereira, actual capital del departamento de Risaralda. La catedral de Pereira está consagrada a su advocación.